# Atira
Atira (arab. عطيرة) – wieś w Syrii, w muhafazie Aleppo. W 2004 roku liczyła 1431 mieszkańców.